# 畑下由佳
畑下 由佳（はたした ゆか、1991年10月17日 - ）は、日本テレビのアナウンサー。

## 来歴
埼玉県浦和市（現:さいたま市）出身

その後北海道札幌市から千葉県松戸市へと転居。

転勤族の為。。
千葉県立薬園台高等学校、成蹊大学文学部現代社会学科卒業。

大学1年の時、2010年ミス成蹊グランプリに輝いた。同年のMiss of Miss Campus Queen Contestでは審査員特別賞を受賞。大学3年時には、週刊朝日の女子大生シリーズに登場し、表紙を飾った。
また、BSフジNEWSに学生キャスターとして出演経験がある。
2014年、日本テレビに入社。同期入社は岩本乃蒼、山﨑誠、山本健太。

## 人物
身長171 cm。  
資格：普通自動車免許。
大学時代の同級生に、タレントの宇佐美蘭・フリーアナウンサーの色紙千尋がいる。大学4年生（2013年）の時に後にアナウンサーとして入社することになる日本テレビ制作の『欽ちゃん&香取慎吾の全日本仮装大賞』（第90回）に「津軽三味線」の演目で複数の大学生と共に出場し、準優勝を獲得したことがあった。

## 出演
太字は出演中。

### テレビ番組
- シューイチ
  - 日曜エンタメキャスター（2014年7月6日 - 2015年8月30日）
  - 土曜「NNNシューイチサタデー」キャスター（2025年4月12日 - 、隔週）
- メレンゲの気持ち（2014年8月2日 - 2016年）
- 深層NEWS（BS日テレ）
  - 「きょうのニュース」・「Weather（お天気コーナー）」担当（2014年10月 - 2015年3月）
  - 金曜サブキャスター（2017年10月6日 - 2018年3月30日）
  - 月・火曜サブキャスター（2018年4月2日 - 2020年9月22日）
- SENSORS（2014年10月5日 - 2016年3月）
- サッカーアース（2015年2月22日 - 2022年3月18日）
- 週刊!大学生活図鑑（BS日テレ、2015年4月2日）
- Oha!4 NEWS LIVE
  - 金曜ニュースキャスター（2015年4月3日 - 12月25日）
  - 月・火曜メインキャスター（2016年1月4日 - 3月29日）
  - 後藤晴菜の代理（2016年5月19日・7月1日・8月18日・9月22日）
  - 月 - 水曜メインキャスター（2016年4月4日 - 2017年2月17日）
  - 忽滑谷こころの代理（2022年2月2日・16日）
  - 林田美学の代理（2024年7月2日）
- スポーツ中継（サッカー）
  - Jリーグ中継
  - 全国高校サッカー選手権大会（ベンチサイド・応援席リポーター）
- 真相報道 バンキシャ!
  - ニュースコーナー担当（2016年1月24日 - 3月27日）
  - 伊藤遼の代理（2023年9月24日、2024年11月24日）
- NNNニュースサンデー（2016年4月17日 - 8月28日、シフト勤務）
- ヒルナンデス!（2016年9月26日） - 水卜麻美の代理
- ヨロシクご検討ください（2017年4月10日深夜） - 進行
- NNNストレイトニュース - メインキャスター
  - 森富美の代理（2017年8月21日 - 25日）
  - 杉上佐智枝の代理（2021年12月6日、2022年7月25日・11月9日・16日）
  - 火曜担当（2022年9月6日 - 27日）
  - 月曜担当（2022年10月3日 - 2023年3月27日）
  - 郡司恭子の代理（2023年6月15日[7]、2024年11月28日[8]）
  - 木・金曜担当（2025年4月3日[予定] - ）
- スッキリ!!→スッキリ
  - 岩本乃蒼の代理（2017年9月11日 - 13日）
  - 水卜麻美の代理（2018年5月24日・25日）
  - ニュースコーナー代理（2021年12月6日、2022年7月25日・11月9日・16日）[9]
  - 火曜ニュースコーナー担当（2022年9月6日 - 27日）
  - 月曜ニュースコーナー担当（2022年10月3日 - 2023年3月27日）
- 情報ライブ ミヤネ屋（読売テレビ制作）- ニュースコーナー担当
  - 久野静香の代理（2018年8月20日・21日）
  - 杉上佐智枝の代理（2021年12月6日、2022年7月25日・11月9日・16日）
  - 火曜担当（2022年9月6日 - 27日）
  - 月曜担当（2022年10月3日 - 2023年3月27日）
  - 金曜担当（2025年8月8日 - ）
- news zero - ニュースキャスター（アシスタントキャスター）
  - 金曜担当（2018年10月5日 - 2020年9月25日）
  - 岩本乃蒼の代理（2019年1月23日・24日・6月20日・9月11日・12日、2021年1月13日・20日・27日・2月3日・10日・17日・24日・3月3日・17日）
  - 月・火曜担当（2020年9月28日 - 2021年3月23日）
- news every.サタデー
  - 杉野真実の代理（2019年3月9日）
  - 杉原凜の代理（2024年9月7日・10月26日）
- Going!Sports&News - ニュースキャスター
  - 杉野真実の代理（2019年3月9日・10日・6月30日）
  - 土曜担当（2022年10月1日 - 2023年3月25日）
  - 日曜担当（2023年4月2日 - 2025年7月27日）
  - 杉原凜の代理（2024年9月7日・10月26日）
- バゲット
  - 杉野真実の代理（2020年12月1日・15日）
  - 隔週月曜レギュラー（2021年4月5日 - 2022年9月19日）
  - 尾崎里紗の代理（2021年10月4日）
- ZIP!
  - 木・金曜ニュースキャスター（2021年4月1日 - 2025年3月28日）
  - 山﨑誠の代理（2023年9月19日・26日・27日、2024年1月24日・2月6日・7日）
  - 安村直樹の代理（2024年8月29日）
  - 北脇太基の代理（2024年10月16日）
- ズームイン!!サタデー（2022年8月13日） - 小髙茉緒（ニュースコーナー）の代理
- ストロングポイントX（BS日テレ、 - 2024年9月29日） - 進行・ナレーション（不定期）
- ストロングポイントNEXT（BS日テレ、2024年10月6日 - ） - ナレーション
- ニュースサタデー（2025年4月12日 - ） - キャスター（隔週）

### テレビドラマ
- 真犯人フラグ 第10話 - 15話・17話・18話・最終話（2021年12月19日 - 2022年2月6日・20日・27日・3月13日）

### 吹き替え
- バック・トゥ・ザ・フューチャー（ニュースキャスター〈デボラ・ハーマン〉）※日本テレビ版[10]